# Seznam portugalskih filozofov
Seznam portugalskih filozofov.

## A
- Izak Abravanel
- Judá Abravanel
- Uriel Acosta

## F
- Pedro da Fonseca

## G
- Damião de Góis

## M
- Bernardino Machado Guimarães
- Armando Marques Guedes (*1952: politolog, antropolog ...)

## Q
- Antero de Quental

## S
- Francisco Sanches
- José Correia da Serra

## V
- António Vieira